# 万景光
万景光（？—1983），男，籍贯不详，中国共产党及中华人民共和国官员。

## 生平
万景光是广东商会会长冯少山的女婿。他是中国共产党地下党员。1945年12月30日，中国民主促进会成立大会在中国科学社社址（今为卢湾区图书馆）举行。参加大会的26人是：马叙伦、王绍鏊、周建人、林汉达、徐伯昕、雷洁琼、赵朴初、柯灵、陈巳生、谢仁冰、李平心、张纪元、严景耀、梅达君、陈慧、宓逸群、徐相任、徐彻、曹梁厦、冯少山、刘大杰、万景光、胡国城、章蟾华、李玄伯、马木轩。其中，万景光、胡国城、章蟾华是中共地下党员。
万景光曾任中共中央上海局香港联络站负责人、中共中央华东局对台工作委员会驻香港负责人。1946年，中共中央上海局派出中共地下党员万景光、冯志琼（修蕙）夫妇来到香港。经冯志琼之父冯少山的关系，万景光于1947年初在香港开办“荣记行”作为掩护，并且以位于摩利臣山道的家为联络点，建立中共中央上海局香港联络站。中共中央上海局领导刘晓、钱瑛、刘长胜、张执一、沙文汉等曾先后到香港联络站指导工作。
万景光的岳父为广东商会会长冯少山，在香港的上层关系很多。1949年，中共地下党员朱枫在香港送潘汉年的副手刘人寿上船，与万景光相遇并结识。1949年，万景光通过老同盟会会员何遂与中华民国国防部参谋次长吴石建立联系，万景光与吴石本来是靠吴石的副官聂曦传递情报，但由于局势变化，该做法风险加大。万景光乃决定派朱枫赴台湾当交通员，传递情报。朱枫到台湾后，找到中国共产党台湾省工作委员会书记蔡孝乾。自1949年12月初，朱枫每周六以“陈太太交涉药店事宜”的名义，到吴石家取情报，周日送交蔡孝乾。一共有7次会面。朱枫还接受蔡孝乾的私人委托，将蔡孝乾的妻妹送回大陆。吴石派副官聂曦签发了特别通行证。1950年1月29日，蔡孝乾被捕，随后投奔中华民国，造成台湾的中国共产党组织被一网打尽。1950年6月10日，中华民国政府将中华民国国防部参谋次长吴石中将、朱枫、陈宝仓中将、吴石的副官聂曦上校于台北马场町槍決。
台湾的中共地下党组织被破坏后，万景光到北京，任中共中央统战部工商处处长。中共十一届三中全会后，中央决定对民族资产阶级落实政策，中共中央统战部派万景光等人来到上海调研，多次举办座谈会，会后和中共上海市委统战部研究，并且就处理查抄财物、“高薪”、病假工资及医疗待遇、私房、安排使用等五个问题提出了处理意见。1979年8月15日至9月3日，第十四次全国统战工作会议在北京举行，万景光在会上作了发言。